# Bitva u Caporetta
Bitva u Caporetta (známá také jako Průlom u Caporetta, bitva u Kobaridu nebo dvanáctá bitva na Soči) byla významnou bitvou první světové války. Německé a Rakousko-uherské síly v ní porazily italská vojska a posunuly frontu hluboko do italského území, až k řece Piavě. Itálie se přes rozsáhlou pomoc Spojenců z této porážky vzpamatovávala přes půl roku. V bitvě se vyznamenal Erwin Rommel, který zde získal Pour le Mérite za dobytí Monte Matajuru.

## Průběh bitvy

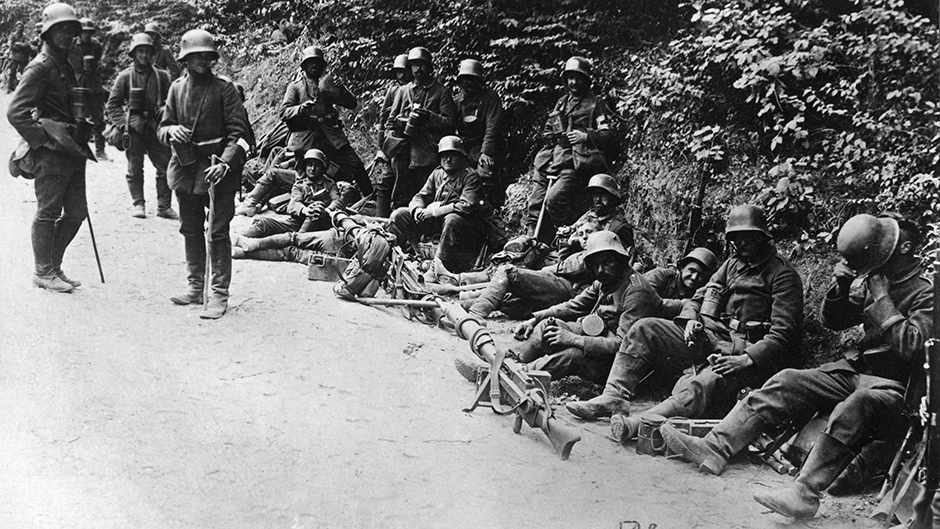
Německé jednotky u Caporetta.

Útok spojených rakousko-uherských a německých vojsk na italské pozice u Caporetta začal v 2 hodiny v noci plynovým a dělostřeleckým přepadem. Proti 2. italské armádě vyrazila rakouská pěchota v půl osmé ráno. Hlavní útočná vlna představovaná 12. pruskou divizí prorazila ke Caporettu a vnikla do týlu italských vojsk na hoře Krnu. Rakousko-uherským divizím se podařilo za velkých ztrát prorazit tři italské linie a během několika hodin bylo dobyto silně opevněné pásmo, které Italové považovali za nedobytné.
Italský odpor se zhroutil. Rakousko-uherská a německá vojska dobývala jednu obrannou linii za druhou a dostávala se k Piavě. Boje se úspěšně účastnil 35. pěší pluk z Plzně, který byl známý mezi lidem jako "Pětatřicátníci." Vojáci 21. pěšího pluku z Čáslavska vzpomínali, že Italové postupně zpanikařili a opouštěli svá postavení. Překvapení bylo pro Italy dokonalé, fronta se neudržela. Útok směřoval do týlu vojsk nejen na Soči, ale i v Dolomitech a Karnských Alpách. Nastal hromadný ústup. Útočníkům padly do rukou obrovské zásoby válečného materiálu a potravin.

## Události po bitvě
Na řece Piavě se podařilo Italům počátkem listopadu 1917 obranu zkonsolidovat a boje zde probíhaly prakticky až do konce října 1918. Italská vojska pak i za pomoci československých legionářů podnikla útok na hroutící se rakousko-uherskou armádu, při kterém byly rakouské jednotky vytlačeny zpět. Vše skončilo ukončením 1. světové války.

## Galerie

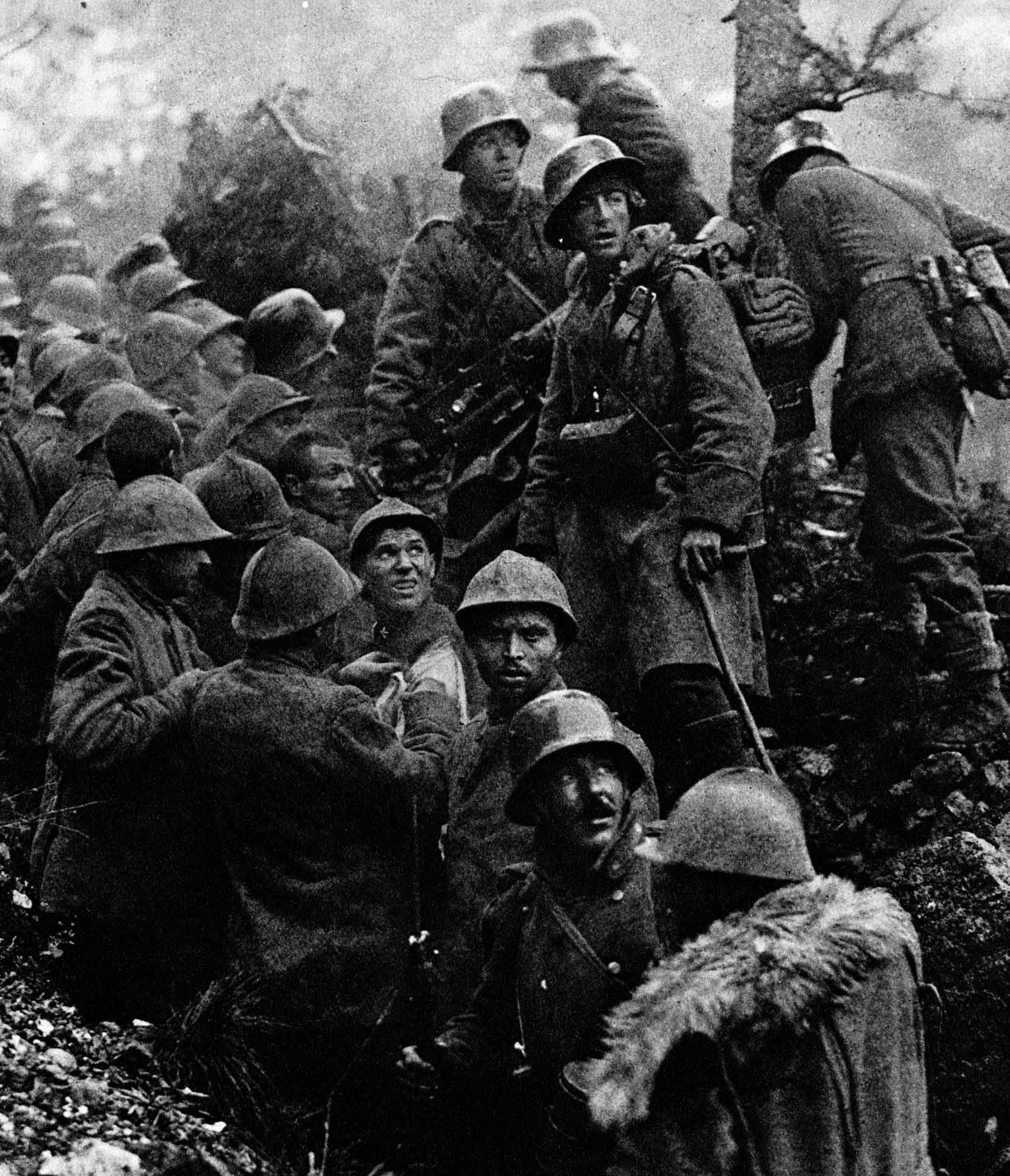
Rakousko-uherští vojáci s italskými zajatci
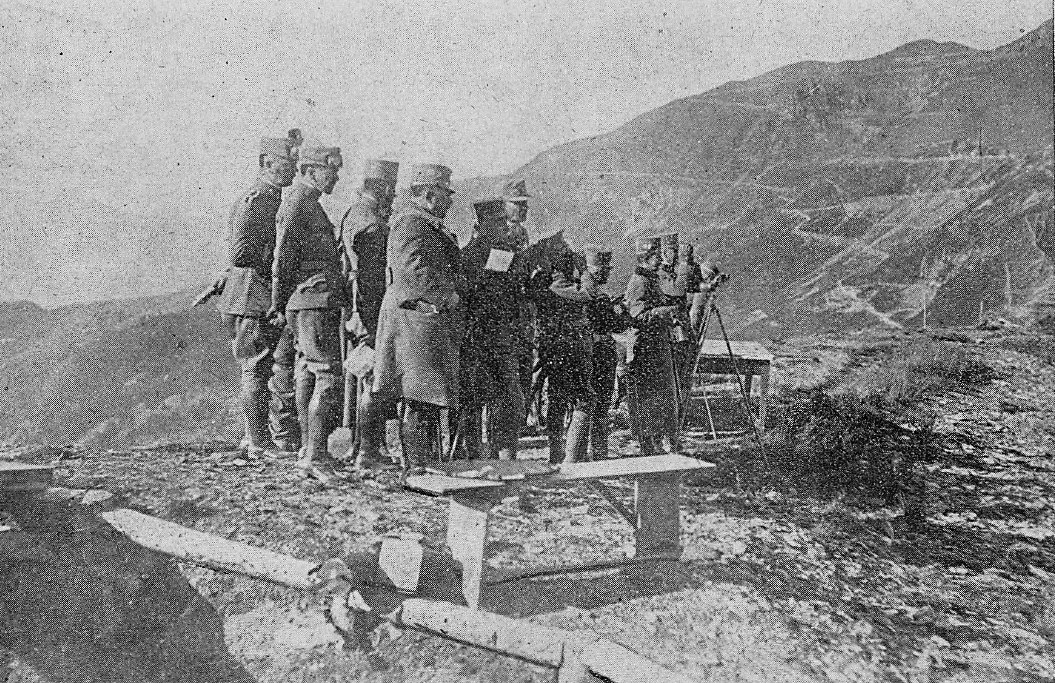
Císař Karel I. se svým štábem během bitvy
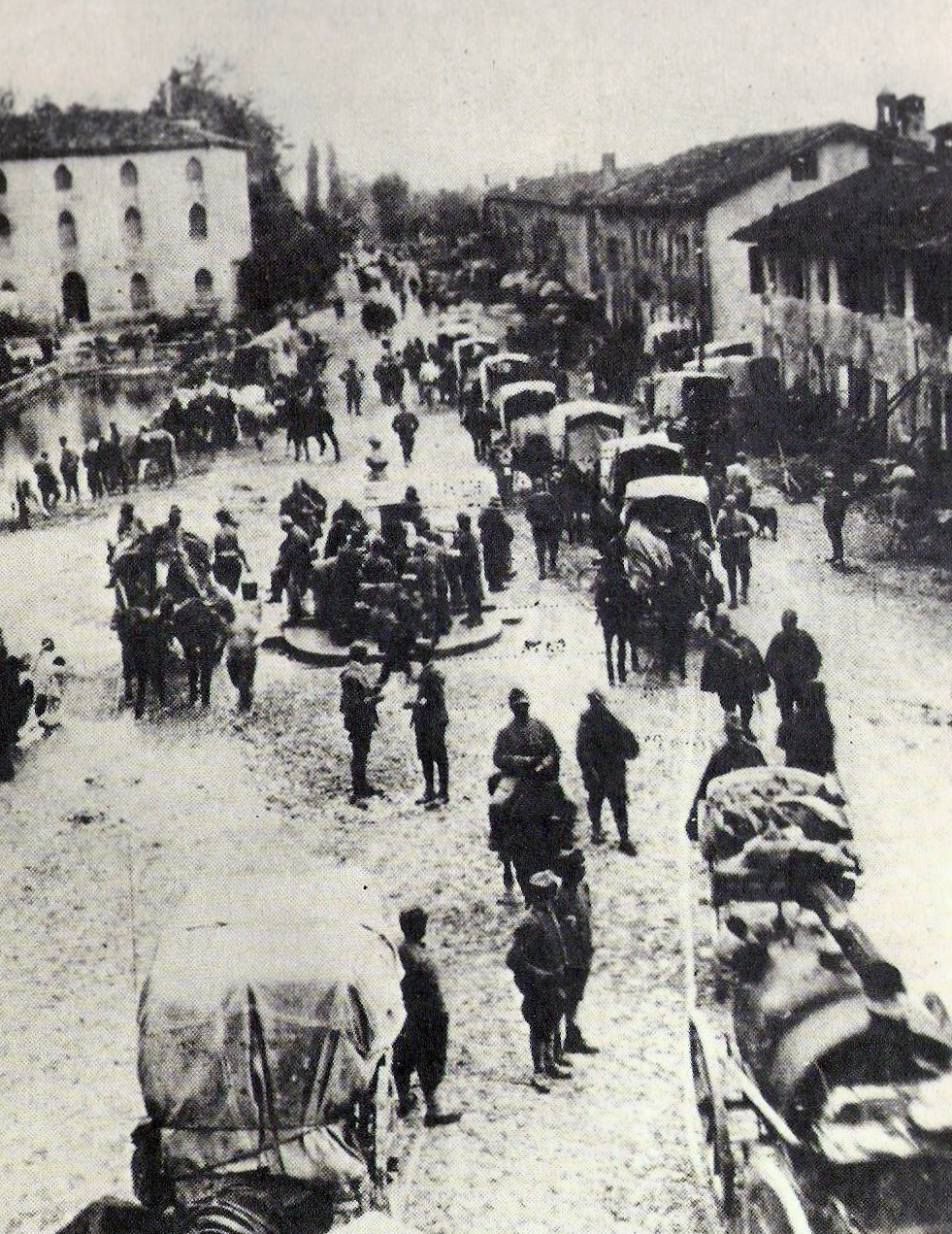
Ustupující italské jednotky v Caporettu
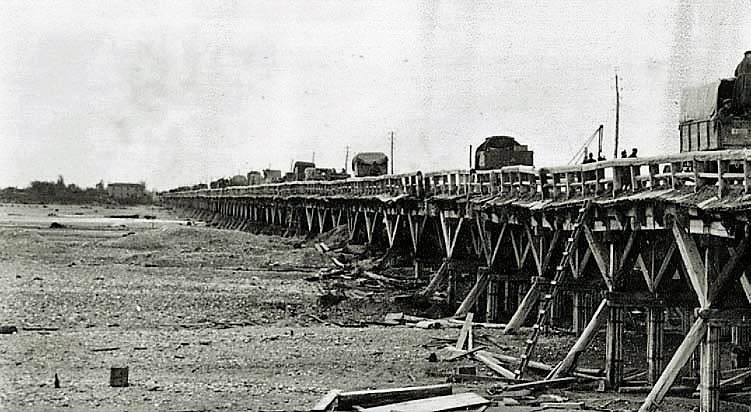
Most přes řeku Tagliamento
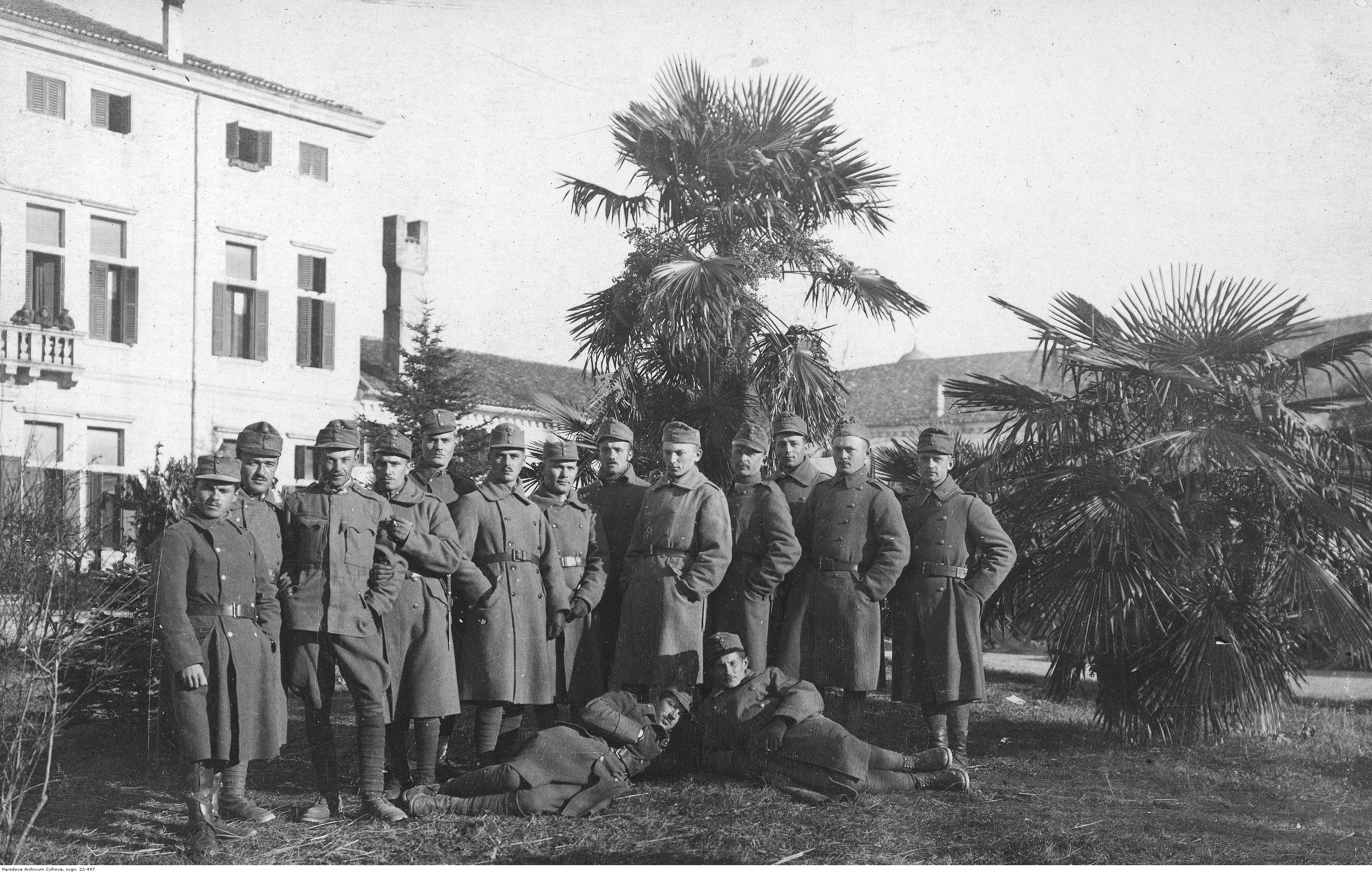
Rakousko-uherští vojáci v Benátkách

## Bitva u Caporetta v literatuře a filmu
- Ernest Hemingway: Sbohem, armádo
- Curzio Malaparte: Ať žije Caporetto!
- Alessandro Baricco: Tento příběh
- Velká válka, film Maria Monicelliho
- Láska nepozná vojnu (2007).